# Тичборн, Чидик
Чидик Тичборн (англ. Chidiock или Chidick Tichborne, реже Tychbourne, Tychborn и т. д.; 1563 (?) — 20 сентября 1586) — английский заговорщик и поэт.

## Биография
Чидик Тичборн родился в Саутгемптоне не ранее 24 августа 1562 года в семье католиков Питера Тичборна и его жены Элизабет (в девичестве Мидлтон). Существует множество версий по поводу его даты рождения. В качестве самой ранней называют 1558 год, однако эта дата не верна, поскольку Тичборн был казнён, когда ему было не более 23 лет. По некоторым данным, он происходил по линии отца из древнего рода Тичборнов, живших в Англии ещё до норманнского завоевания. «Я происхожу из рода, жившего в этих землях за двести лет до Завоевания, что никогда не скрашивало моих несчастий», — заявил он, стоя на эшафоте.
Тичборн имел возможность исповедовать католицизм с ранних лет, поскольку это было разрешено королевой Елизаветой I, взошедшей на трон после королевы-католички Марии I. Однако, в 1570 году королева был отлучена Папой римским от церкви. Это, а также комплекс внешнеполитических проблем, привели к запрету католичества в Англии.
В 1583 году Тичборн вместе со своим отцом был арестован по обвинению в использовании «папских реликвий» — религиозных предметов, привезённых из зарубежной поездки. Хотя оба они затем были освобождены, однако известно, что затем их ещё не раз допрашивали по тому же поводу. В июне 1586 года обвинения в «папской практике» были предъявлены всей семье Тичборнов.
В том же июне 1586 года Тичборн согласился участвовать в заговоре Бабингтона с целью убийства королевы-протестантки Елизаветы I и возведения на престол шотландской королевы-католички Марии Стюарт, которая была следующей в порядке престолонаследия. Заговор был раскрыт сэром Фрэнсисом Уолсингемом при помощи двойных агентов. Большинство заговорщиков бежали, чего Тичборн не смог сделать из-за травмы ноги. 14 августа он был арестован, а позднее был осуждён на смерть. Смертный приговор был приведён в исполнение в Вестминстер-холле.
19 сентября, накануне казни, находясь под стражей в лондонском Тауэре, Тичборн написал письмо своей жене Агнес. В письме содержалось стихотворение из трёх строф, известное в дальнейшем как «Элегия, написанная в ночь перед казнью» или по первой строке «My prime of youth is but a frost of cares».
20 сентября 1586 года Чидик Тичборн был казнён вместе с Энтони Бабингтоном, Джоном Баллардом и четырьмя другими заговорщиками. Они были выпотрошены, повешены, четвертованы, что было обязательным наказанием за измену. Однако, когда королеве сообщили, что эти ужасные казни вызывают сочувствие среди народа, она приказала, чтобы остальных семерых заговорщиков сначала повесили, и только после их смерти потрошили.

## Элегия Тичборна
Элегия — единственное известное стихотворение Чидика Тичборна, хотя навряд ли возможно было написать его, не имея другого поэтического опыта.
Перевод Элегии, сделанный Алексеем Париным, положен на музыку. Существуют также русские переводы Григория Кружкова, Яна Пробштейна и ряд любительских переводов, не передающие, однако, главную особенность оригинала, написанного исключительно односложными словами.